# Twee intermezzi bij Threads
Twee intermezzi bij Threads is een compositie uit juli 1921 van Frank Bridge. De twee intermezzi zijn geschreven als gelegenheidsmuziek en theatermuziek bij uitvoeringen van het toneelstuk Threads van Frank Stayton dat werd opgevoerd van 23 augustus tot en met 17 september 1921 in het 'Derys Grayson and St James’ Theatre' in Londen. Bridge componeerde het eerst voor piano en bewerkte het later voor orkest. Het werd niet eerder uitgegeven dan in 1938. De twee intermezzi zijn:
1. Andante molto moderato e tranquillo
2. Tempo di valse - animato.

Stayton is vrij onbekend gebleven en Threads verdween in de la. Stayton schreef eerder The two pins (1905) en later de roman The Passionate Adventure (1923) waarop Alfred Hitchcock zijn film baseerde.

## Discografie
- Uitgave Chandos: BBC National Orchestra of Wales o.l.v. Richard Hickox, een opname uit 2003.